# Забуянье
Забуя́нье (укр. Забуяння) — село, входит в Бучанский район Киевской области Украины. Датой основания села считается 15 октября 1616 года, в этот же день празднуется день населённого пункта.
Население по переписи 2001 года составляло 844 человека. Почтовый индекс — 08011. Телефонный код — 4578. Занимает площадь 0,448 км². Код КОАТУУ — 3222782301.

## Галерея

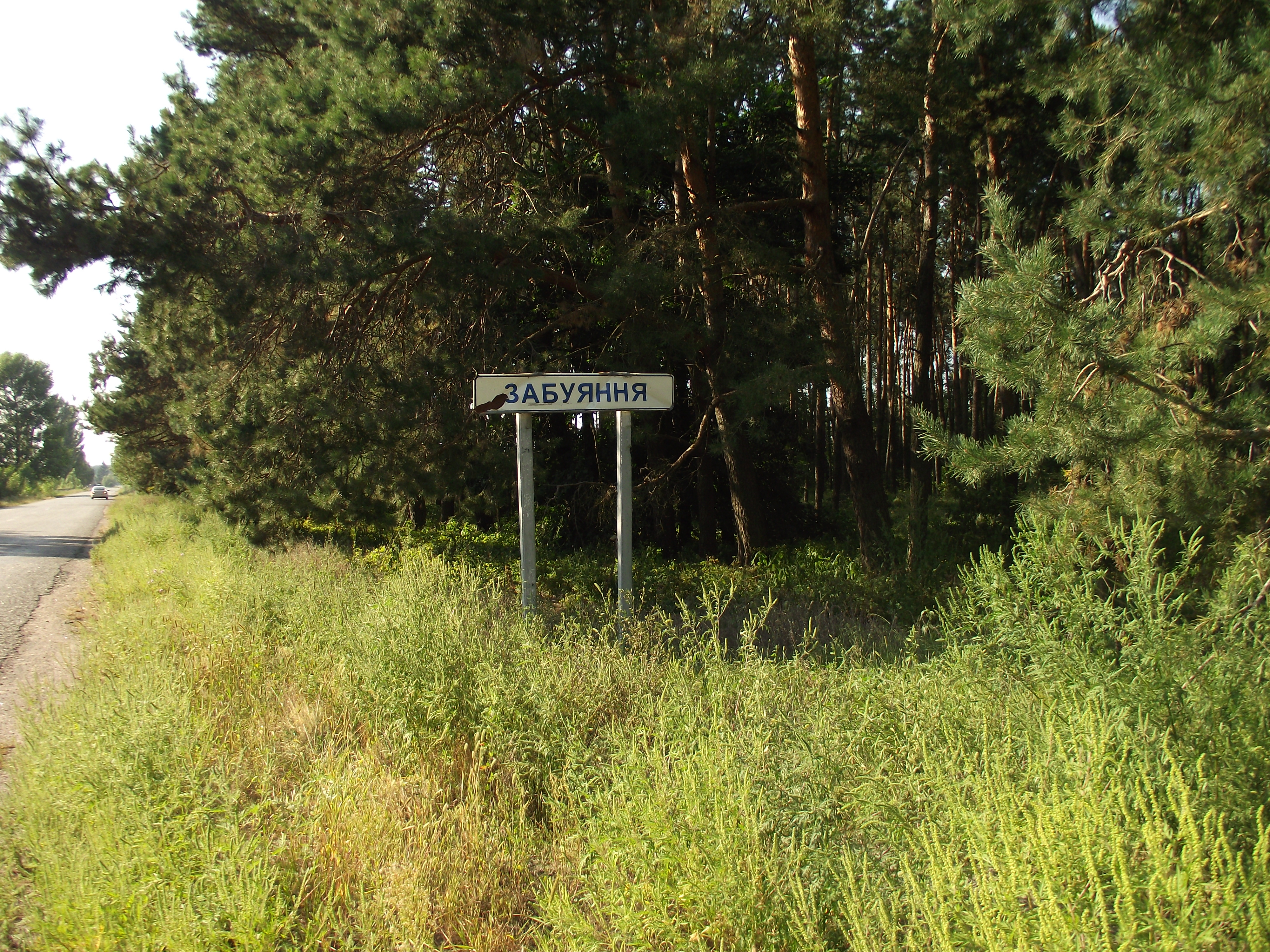
Въезд в село
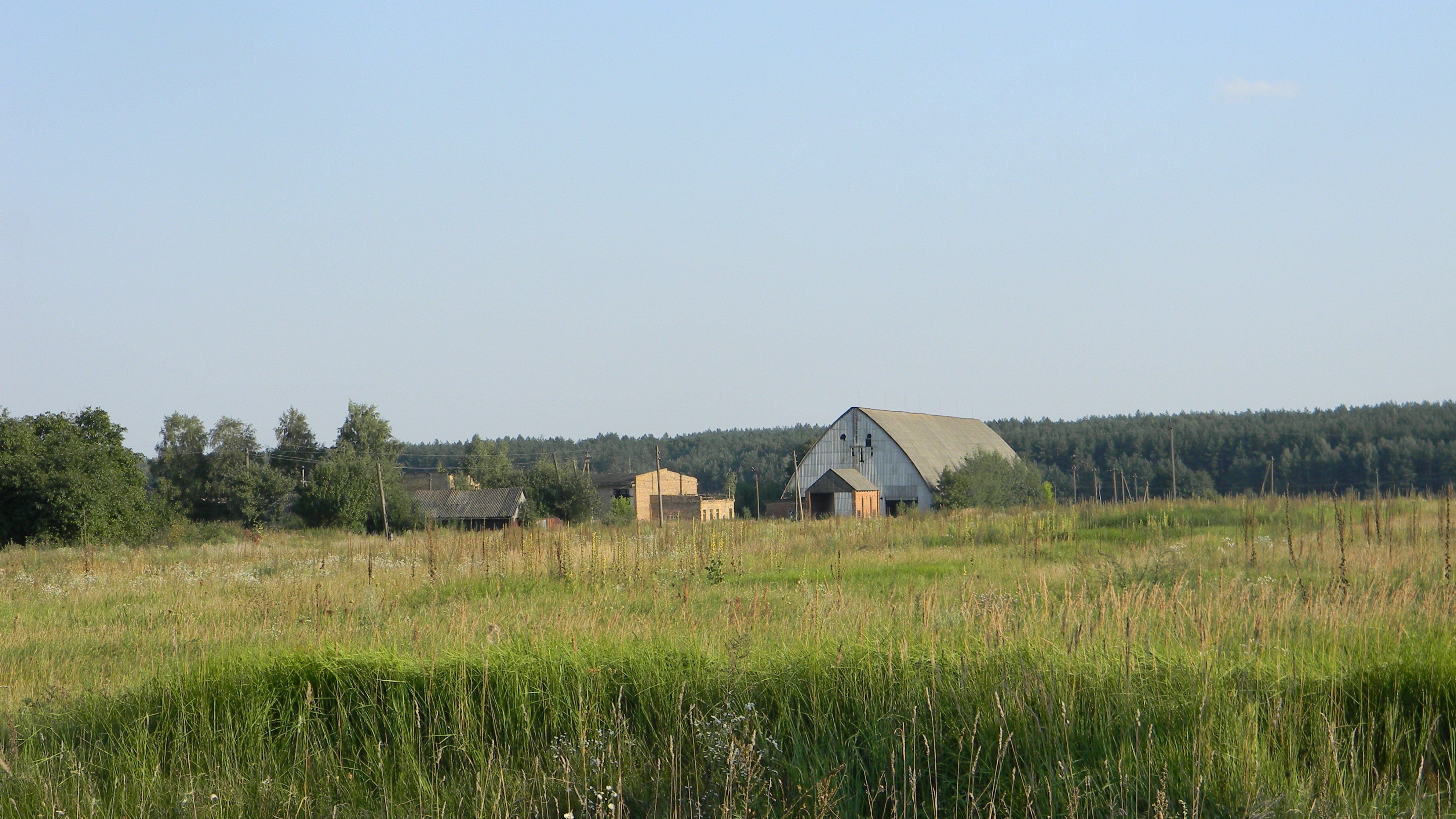
Сельский вид
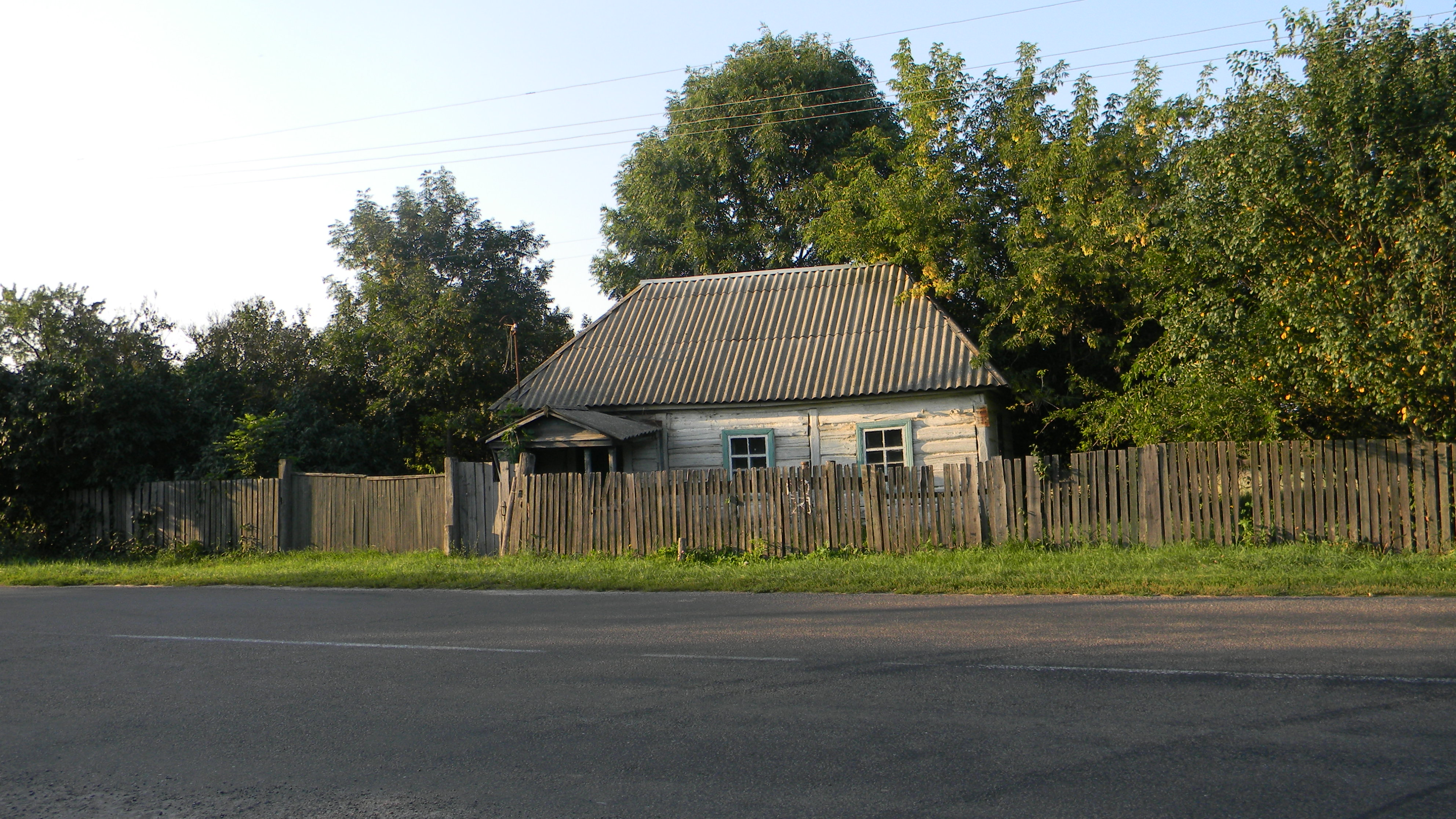
На улице села
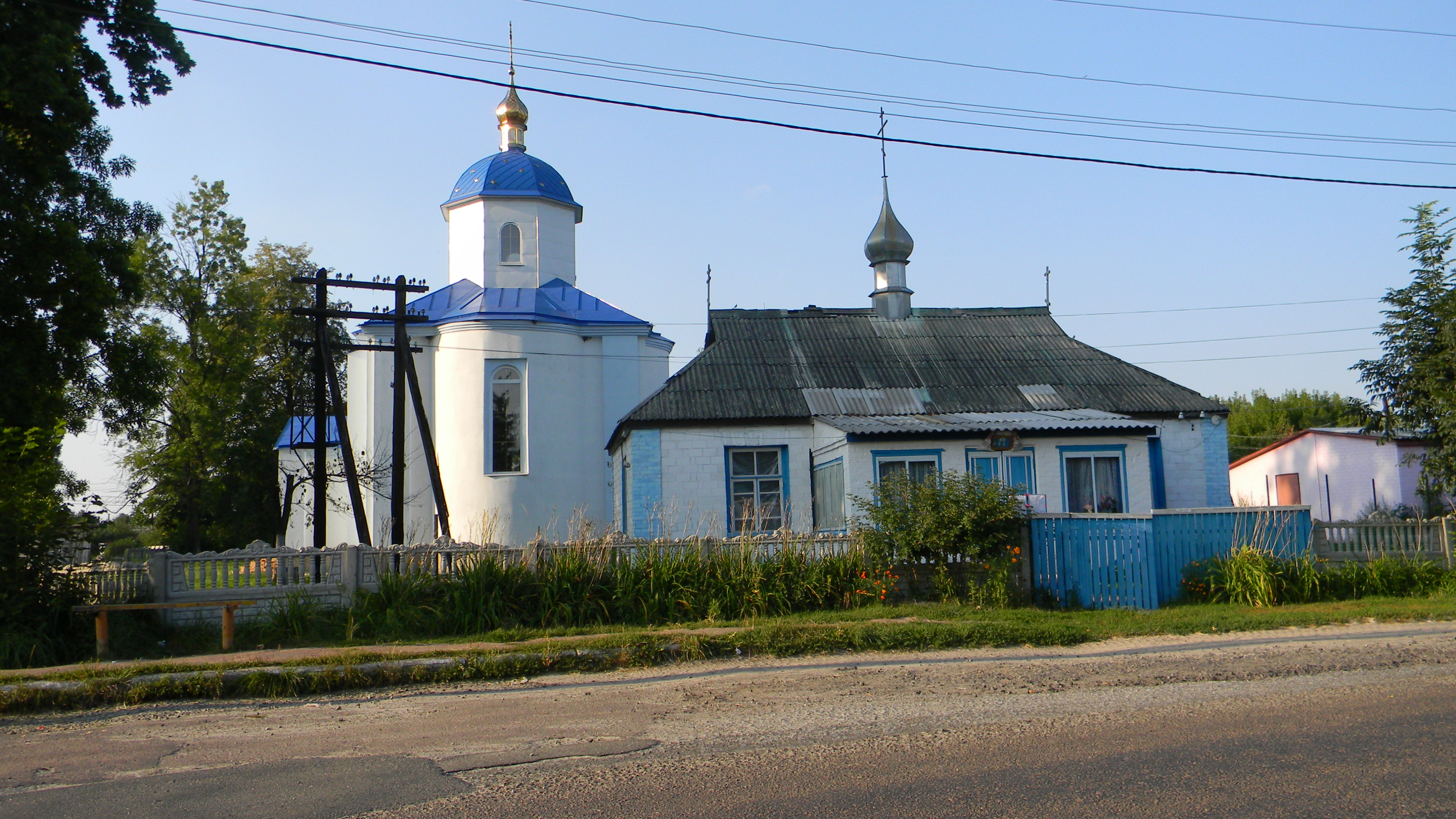
Церковь в Забуянье